# Toulatjärvi (sjö i Viitasaari, Mellersta Finland, Finland)
För andra betydelser, se Toulatjärvi.
Toulatjärvi eller Iso Toulatjärvi är en sjö i Finland. Den ligger i kommunen Viitasaari i landskapet Mellersta Finland, i den centrala delen av landet, 300 km norr om huvudstaden Helsingfors. Toulatjärvi ligger 120,5 meter över havet. I omgivningarna runt Toulatjärvi växer i huvudsak blandskog. Den är 19,5 meter djup. Arean är 1,16 kvadratkilometer och strandlinjen är 7,26 kilometer lång. Sjön  ingår i Kymmene älvs huvudavrinningsområde. 